# Plum Creek Township (comté de Kossuth, Iowa)
Plum Creek Township est un township du comté de Kossuth en Iowa, aux États-Unis,.
Il est nommé en référence à la rivière Plum Creek (en).

## Source de la traduction
- (en) Cet article est partiellement ou en totalité issu de l’article de Wikipédia en anglais intitulé « Plum Creek Township, Kossuth County, Iowa » (voir la liste des auteurs).